# Туре, Жак-Гийом
Жак-Гийом Туре (фр. Jacques-Guillaume Thouret, 1746—1794) — французский политический деятель.
Был адвокатом в Руане, пославшем его представителем на Генеральные штаты 1789 года. Как член законодательной комиссии по преобразованию учреждений Франции, часто был её докладчиком; предложил 2 ноября 1789 года продажу церковных имуществ. Стоял за новое разделение Франции на департаменты. Новое судоустройство было в значительной степени его делом.
Во время террора Туре был обвинён Жоржем Кутоном в том, что участвовал в Дантонистском заговоре, осуждён и вместе с Мальзербом казнён 22 апреля 1794 года. Сам Кутон был гильотирован через три месяца.